# Regla dels gols en camp contrari
La regla dels gols en camp contrari és una norma que serveix per determinar el club guanyador d'una eliminatòria que està empatada. És una regla que s'aplica comunament a l'esport del futbol però que també s'ha utilitzat en altres esports d'equip.
En futbol, s'aplica aquesta regla quan dos equips juguen una eliminatòria d'anada i tornada. Segons el reglament de la International Board, a la secció denominada "Procediments per determinar el guanyador d'un partit o eliminatòria", es defineix la regla gols marcats fora de casa com l'equip que hagi marcat més gols com a visitant guanya si hi ha empat a diferència de gols. En altres paraules, es pot dir que els gols com a visitant "valen doble" en cas d'empat, d'aquí que també s'anomeni regla del valor doble dels gols en camp contrari.
En la majoria de competicions aquest és el primer procediment de desempat establert, essent la pròrroga i els llançament des del punt de penal els altres procediments de desempat, en cas de mantenir-se la igualtat.
L'objectiu d'aquesta regla és evitar que es produeixin allargaments dels partits per temps extra i/o els desempats des del punt de penal. També cerca una major agressivitat dels equips quan juguen en camp contrari, tot i que, ans al contrari, els equips que juguen com a local poden desenvolupar tàctiques més defensives per no rebre gols en contra com al local.

## Utilització de la regla

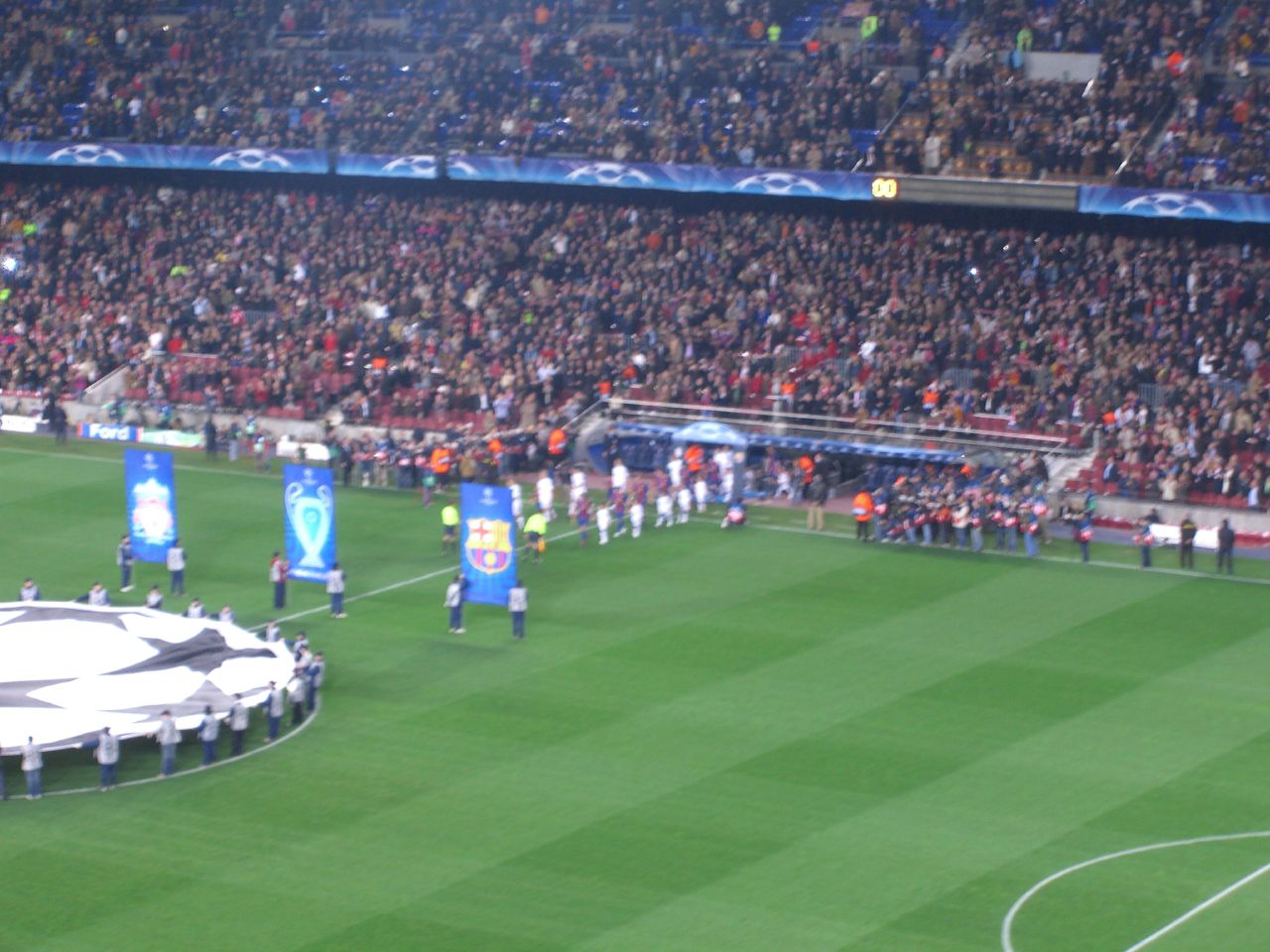
Barcelona-Liverpool a la Lliga de Campions de la UEFA 2006-07. Aquesta eliminatòria es decidí per la regla del valor doble del gol com a visitant.

La regla és aplicada en diverses competicions que involucren fases de partits d'anada i tornada, entre elles, les rondes finals de la Lliga de Campions de la UEFA i la Copa de la UEFA i els partits d'anada i tornada de les classificacions a la Copa del Món de Futbol i de l'Eurocopa.
No totes la competicions utilitzen aquest mètode. Fins al 2005, la CONMEBOL no utilitzava la regla dels gols marcats fora de casa, ni els temps suplementaris. Els partits empatats en el seu marcador global derivaven immediatament en llançaments de penals. La regla, sense la pròrroga, va ser introduïda a la Copa Libertadores 2005, però excloent la final. Altres exemples de l'ús d'aquest sistema a Amèrica del Sud és la Copa Libertadores de América la Copa Sud-americana i la Copa de Brasil.
La regla també és utilitzada algunes vegades en competicions de grup tots contra tots (lligues de grups), on s'utilitza com a desempat de més de dos equips.

## Situacions especials succeïdes
Si els dos clubs implicats en una eliminatòria d'anada i tornada comparteixen el mateix estadi, els clubs s'intercanvien la condició de local i visitant i la regla s'aplica de la mateixa manera. De fet, el club que actua com a local té un nombre més gran de seguidors a l'estadi i per això actua com a tal. Un exemple fou la semifinal de la Lliga de Campions de la UEFA 2002-03 entre Inter de Milà i AC Milan. Ambdós equips juguen com a local a l'Estadi Giuseppe Meazza, però un equip fou declarat local en cada partit.
- Anada: AC Milan 0–0 Inter
- Tornada: Inter 1–1 AC Milan

Malgrat que el marcador global fou d'empat i tots dos partits es jugaren al mateix estadi, el Milan fou declarat campió en haver marcat més gols jugant com a visitant.
Una situació més estranya fou l'eliminatòria entre els equips de la OFC i la AFC per a la Copa del Món de Futbol Juvenil de 1991 disputada entre les seleccions d'Austràlia i Israel. Austràlia guanyà per la regla de gols marcats en camp contrari, malgrat el fet que, per problemes de seguretat, ambdós partits es disputaren a Sydney, Austràlia.
Hi va haver almenys un cas on l'àrbitre no aplicà correctament la regla en un torneig entre clubs. Succeí a la segona ronda de la Recopa d'Europa de futbol 1971-72 entre Rangers i Sporting de Lisboa, que va tenir els següents resultats:
- Anada: Rangers 3–2 Sporting
- Tornada: Sporting 3–2 Rangers
- Després de la pròrroga: Sporting 4–3 Rangers

Com el resultat final fou 6-6 després de la pròrroga, l'àrbitre ordenà el llançament de penals que guanyà l'Sporting 3-0. Això no obstant, el Rangers reclamà que l'àrbitre no aplicà correctament el reglament, ja que el Rangers havia marcat més gols com a visitant i, per tant, no s'haurien d'haver llançat penals. Finalment li fou atorgada la raó al Rangers, que passà l'eliminatòria com a vencedor i, finalment, fou el campió de la Recopa d'aquella temporada.